# Anne Huizinga
Anne Huizinga is een Nederlandse scenarioschrijver en producer.
Huizinga volgde tussen 1976 en 1982 het vwo aan het Alberdingk Thijm College in Hilversum. Drie jaar later begon ze aan de opleiding middeleeuwse letterkunde aan de Universiteit Utrecht, waar ze in 1991 afstudeerde.
Huizinga kreeg in 1992 een baan als beleidsmedewerker bij de Hogeschool van Amsterdam en ging in 1996 voor Doctor Proctor Scripts werken, de latere Scriptstudio van producent Endemol werken. Ze werd een van de schrijvers van de soapserie Goudkust, en schreef toen deze serie begin 2001 plotseling stopte een noodaflevering om de serie tot een eind te brengen.
Uiteindelijk werd ze aangesteld als hoofdschrijver. In deze functie gaf zij voor de jeugdsoapserie Onderweg naar Morgen leiding aan een team schrijvers en had ze onder meer de taak om onderwerpen en thema’s te bedenken. Daarna was ze scripteditor bij de RTL-serie Rozengeur & Wodka Lime. Naast deze werkzaamheden schreef ze ook mee aan Goede tijden, slechte tijden en Het Glazen Huis.
Vanaf 2008 werkte Huizinga als redacteur en samensteller van het opsporingsprogramma Opsporing Verzocht bij de AVRO. Een korte periode in 2014 werkte ze als redacteur bij Skyhigh TV aan de voorbereiding van het programma Weglopers. Dit programma met presentator Bert van Leeuwen werd voorbereid voor de EO en zou gaan over weggelopen jongeren. Dit programma is nooit uitgezonden.
In 2014 begon zij als creative filmproducer bij de Nederlandse politie, waar ze een groot aantal films produceerde en regisseerde. Ze werkte onder andere mee aan de voorlichtingsfilm Black Mirror die genomineerd werd voor een Gouden Reiger, een prijs voor films die in opdracht gemaakt worden. Een door haar geproduceerde serie korte animaties, gemaakt in samenwerking met filmbedrijf Scène Moving Media won in 2018 een Gouden Reiger. In 2019 was zij zelf jurylid voor de Gouden Reiger.